# Alepocefal
Alepocefal, talizman (Alepocephalus bairdii) – gatunek morskiej ryby z rodziny Alepocephalidae.

## Występowanie
Północny Atlantyk, we wschodniej części sięga do 17°N, w zachodniej do 30°N.
Żyje przy mulistym bądź piaszczystym dnie na głębokości 365–1700 m.

## Cechy morfologiczne
Dorasta do 100 cm długości standardowej.

## Odżywianie
Żywi się głównie jamochłonami oraz dziesięcionogami, osłonicami i rybami.

## Rozród
Dojrzewa płciowo przy długości około 55 cm. Czas i przebieg tarła nie jest znany. Żyje do 38 lat.